# Carlo Benelli
Carlo Benelli (Reggio nell'Emilia, 17 ottobre 1919 – 1994) è stato un calciatore italiano, di ruolo difensore.

## Carriera
Cresciuto nella Reggiana, disputò sette campionati con i granata, di cui tre in Serie B. Ceduto alla Fiorentina, gioca 3 partite e fa ritorno alla squadra emiliana.
Nel suo tabellino colleziona complessivamente in carriera 95 partite e un gol in Serie B.

## Palmarès
- Serie B: 1

Fiorentina: 1938-1939